# Wybory na Zjazd Deputowanych Ludowych w ZSRR w 1989 roku
Wybory na Zjazd Deputowanych Ludowych w ZSRR w 1989 roku – częściowo demokratyczne wybory deputowanych na Zjazd Deputowanych Ludowych ZSRR, które odbyły się 26 marca i 4 kwietnia 1989 r.
Ordynacja wyborcza nakazywała wystawianie co najmniej dwóch kandydatów, co zmusiło kandydatów do podjęcia prób organizowania swojego elektoratu. Zarysowały się pluralizm i radykalizacja postaw, a członkowie istniejącego establishmentu musieli zabiegać o utrzymanie dotychczasowej pozycji, m.in. wielu dotychczasowych czołowych działaczy partyjnych nie znalazło się na liście centralnej i zmuszonych zostało do ubiegania się o mandaty w okręgach terytorialnych.
Wybory te formalnie odbywały się w warunkach braku międzypartyjnej konkurencyjności, a jedyną legalną siłą polityczną pozostawała partia komunistyczna, której przewodnia rola w społeczeństwie była gwarantowana przez konstytucję. Niemniej jednak w skład zjazdu weszły osoby kojarzone z prodemokratycznymi reformatorami a pierwsza sesja Zjazdu (25 maja – 9 czerwca 1989 r.) była pierwszą w historii ZSRR, na której deputowani do ciał przedstawicielskich otwarcie krytykowali politykę państwa i istniejący system państwowy. Reformatorsko nastawieni przedstawiciele elit politycznych stanowili wśród deputowanych na zjazd trzon utworzonej Międzyregionalnej Grupy Deputowanych, a wraz z jej utworzeniem ruch liberalny i proeuropejski, który otrzymał ogólne miano „demokratów”, uzyskał pewną autonomię od „reformatorów” w kierownictwie KPZR, a na sam Zjazd dokonał instytucjonalizacji podstaw do takiej politycznej autonomii.
Niezależnie od faktu, że wybory do Zjazdu odbywały się jeszcze w warunkach monopolistycznej roli KPZR w życiu politycznym, a członkowie partii dominowali w jego składzie, stał się on pierwszym autentycznym parlamentem w historii ZSRR. Podczas pierwszej sesji Zjazdu Deputowanych Ludowych najwyższe władze partyjne były krytykowane za błędy polityczne zarówno teraźniejsze, jak i przeszłe.
Rezultatem tych wyborów była rewolucyjna zmiana radzieckiego krajobrazu politycznego. Partia komunistyczna rozpadła się na frakcje, których programy niewiele miały już wspólnego z komunizmem jako systemem idei. Pojawiły się partie jawnie antykomunistyczne, a niektóre z nich utorowały sobie drogę do oficjalnych organów przedstawicielskich. Wszystkie miały własne organy prasowe odzwierciedlające wszystkie odcienie opinii publicznej, od monarchizmu i konserwatywnego nacjonalizmu do liberalizmu i populistycznej demokracji, a także połączeń idei nacjonalistycznych z komunistycznym. Powstające ruchy polityczne przybierały różne formy, wyrażały rozmaite opinie, interesy i wizje rozwoju państwa a ich istnienie, mimo formalnego
monopolu partii komunistycznej, świadczyło o powstawaniu rzeczywistego pluralizmu politycznego.